# 교굉
교굉(喬宏(챠오훙), 1927년 3월 16일 ~ 1999년 4월 14일)은 홍콩의 유명 영화배우였다. 1996년 《여인사십》으로 금상장 남우주연상을 수상했다. 1999년 4월 14일 향년 72세로 미국 시애틀에서 심장병으로 사망했다.

## 라이프
교굉은 1927년 중국 상하이에서 태어났다. 아버지 교의생(喬義生, 1883-1956)은 1기 국민대회 대표를 지낸 국민당 원로로 민국시기 재정부에서 일했다. 교굉은 상하이의 미국학교에서 공부를 해서 영어가 능숙했다. 한국전쟁 때는 통역을 맡기고 했다.

## 출연작
- 《선목단》 (1956)
- 《서태후와 진비》 (1964)
- 《협녀》 (1970)
- 《영춘각의 풍파》 (1973)
- 《농민》 (1992)
- 《화기소림》 (1994)
- 《여인사십》 (1995)
- 《97가유희사》 (1997)

## 수상기록
- 1996년 《여인사십》으로 금상장 남우주연상 수상